# Флаг Мальдив
Флаг Мальдив (мальд. ދިވެހިރާއްޖެގެ ދިދަ) был принят 25 июля 1965 года. Он представляет собой красное полотнище с зелёным прямоугольником в центре, на прямоугольнике изображён вертикальный полумесяц с рогами, направленными от древка.

## История
Первый мальдивский флаг был почти полностью красного цвета и использовался султанами до начала XX века. Выбор цвета не был случайным: красный флаг хорошо выделяется на фоне морского пейзажа.
Шкаторина была окрашена в белый и чёрный цвета таким образом, что являлась продолжением флагштока. Дело в том, что в те времена флагштоки красились в белые и чёрные полосы по спирали. Иногда этот исторический флаг ошибочно связывают с коммунистической символикой, однако такая связь невозможна, поскольку флаг появился раньше коммунистического движения.
В результате удачной кампании, проведённой Османской империей в XIX веке, по пропаганде полумесяца (который первоначально являлся символом Константинополя) в качестве одного из символов Ислама, премьер-министр Амир Абдул Маджид Диди
разместил на флаге полумесяц. Его рога указывали в сторону древка, а сам полумесяц находился на зелёном поле в центре флага. Эта версия флага, ошибочная по византийским стандартам, просуществовала до 1947 года, когда был введён новый флаг с полумесяцем, рога которого указывали на вольную часть.
Современный вариант принят 25 июля 1965 года, когда со флага была убрана чёрно-белая полоса.

## Символика
Красный цвет символизирует смелость национальных героев прошлого, настоящего и будущего, которые не колебались (и не будут колебаться), когда понадобилось пожертвовать ради защиты нации собой, пролить свою кровь. Зелёный прямоугольник в центре олицетворяет несчётное количество кокосовых пальм, произрастающих на островах, которые являлись источником жизни во все времена и продолжают использоваться для различных нужд сегодня. Белый полумесяц символизирует государственную религию — Ислам.